# Kelston
Kelston är en ort och civil parish i Storbritannien.   Den ligger i kommunen Bath and North East Somerset och riksdelen England, i den södra delen av landet, 160 km väster om huvudstaden London. Kelston ligger 69 meter över havet och antalet invånare är 248.
Terrängen runt Kelston är platt västerut, men österut är den kuperad. Runt Kelston är det tätbefolkat, med 493 invånare per kvadratkilometer. Närmaste större samhälle är Bristol, 12,8 km nordväst om Kelston. Runt Kelston är det i huvudsak tätbebyggt.